# Montclare : Rendez-vous de l'horreur
Pour plus de détails, voir Fiche technique et Distribution.
Montclare : Rendez-vous de l'horreur (Next of Kin) est un film australo-néo-zélandais, sorti en 1982.

## Fiche technique
- Titre : Montclare : Rendez-vous de l'horreur
- Titre original : Next of Kin
- Réalisation : Tony Williams
- Scénario : Tony Williams et Michael Heath
- Musique : Klaus Schulze
- Pays d'origine : Nouvelle-Zélande - Australie
- Genre : horreur
- Date de sortie : 1982

## Distribution
- Jacki Kerin : Linda
- John Jarratt : Barney
- Alex Scott : Docteur Barton
- Gerda Nicolson : Connie
- Charles McCallum : Lance
- Bernadette Gibson : Rita / Madame Ryan
- Robert Ratti : Kelvin
- Vince Deltito : Nico
- Tommy Dysart : Harry
- Debra Lawrance : Carol
- Kristine Marshall : Linda à 4 ans
- Simon Thorpe : Présentateur
- David Allshorn et Alan Rowe : Hommes de service
- Matt Burns : Monsieur Collins
- Daphne Miller : Freda
- Isobel Harley : Paula
- Eunice Crimp : Cockoo
- Irene Hewitt : Femme de ménage
- Myrtle Woods, Vic Gordon, Peter Lord, Ernest Wilson et Bill Marr : Résidents
- John Bishop : Routier
- Mitchell Faircloth : Homme au café
- Sid Krasey
- John Strahan
- Nora Toohey